# Venom P. Stinger
Venom P. Stinger was een in 1985 geformeerde Australische noise-rockband. De oorspronkelijke bezetting was Dugald Mackenzie op zang, Alan Secher-Jensen op basgitaar, Mick Turner op gitaar en Jim White op drums. Ze ontbonden in 1988, hervormden twee jaar later en ontbonden weer in 1996. De band bracht de drie albums Meet My Friend Venom (januari 1987), What's Yours Is Mine (oktober 1990) en Tear Bucket (1996) uit. De Australische musicoloog Ian McFarlane merkte op: zij namen de experimentele 'avant-garde route naar zijn logische conclusie met een zenuwslopend geluid dat gedijt op rauwe energie, een complexe ritmische basis en onconventionele songstructuren. Turner en White deden zich in 1992 samen met violist Warren Ellis en vormden de postrockband Dirty Three. Dugald Mackenzie overleed aan kanker in oktober 2004 en Alan Secher-Jensen overleed in mei 2019.

## Bezetting
- Dugald Mackenzie (leadzang, 1985–89, †2004)
- Alan Secher-Jensen (basgitaar, 1985–89,1991–92,1993–96, †2019)
- Mick Turner (leadgitaar, 1985–89, 1991–92, 1993–96)
- Jim White (drums, 1985–89, 1991–92, 1993–96)
- Nick Palmer (leadzang, 1991–92, 1993–96)

## Geschiedenis
Venom P. Stinger werd in 1985 in Melbourne geformeerd door Dugald Mackenzie op zang (ex-Sick Things, Brainshack), Alan Secher-Jensen op basgitaar (ex-Brainshack, Beachnuts), Mick Turner op gitaar (ex-Sick Things, Fungus Brains, Moodists) en Jim White op drums (ex-People with Chairs Up Their Noses, Feral Dinosaurs). Turner noemde later Birthday Party, Flipper, Dead Kennedys en The Saints als vroege invloeden van de band. Venom P. Stingers debuutalbum Meet My Friend Venom verscheen in januari 1987 via No Master's Voice. De Australische musicoloog Ian McFarlane was van mening dat nummers als PCP Crazy en Venom P. Stinger ratelende stukjes avant-rock waren zonder concessies te doen aan commerciële winsten. AllMusic's Brendan Swift verklaarde: 'het album is volkomen compromisloos en niet commercieel'. De band volgde in juni 1988 met de single Walking About, voordat deze ontbond.
Secher-Jensen, Turner en White herformeerden Venom P. Stinger in 1990 met Nick Palmer als leadzanger. Kort na de publicatie van het tweede album What's Yours Is Mine (oktober 1990), begonnen ze via Aberrant Records aan een Amerikaanse tournee. Na het verlaten van de band verhuisde Dugald Mackenzie naar Adelaide, Zuid-Australië en overleed in oktober 2004 aan de gevolgen van kanker. Patrick Emery van The Sydney Morning Herald beschreef Mackenzies teksten als doorspekt met angst, catharsis en scheldwoorden. Zijn leven volgde de welving van de punkrock-tragedie, zijn gloeiende persoonlijkheid doofde in 2004 voor altijd uit. Nummers als PCP Crazy, Going Nowhere en Walking About legden het nihilistische punkbestaan vast.
De band bracht het live-album Live (in Davis) (1992) uit en volgde met het derde album Tear Bucket (1996), voordat de band in 1996 werd ontbonden. Hun invloed werd waargenomen in een breed scala van bands, zoals Halo of Flies en andere Amerikaanse trouwe leden van Amphetamine Reptile Records en aan meer recente Australische bands zoals Eddy Current Suppression Ring uit Melbourne. Tussen toezeggingen aan Venom P. Stinger hadden Turner en White zich eind 1992 bij violist Warren Ellis aangesloten om de postrockband Dirty Three te formeren. In 2013 bracht het Amerikaanse onafhankelijke label Drag City de catalogus van de oorspronkelijke bezetting opnieuw uit op het verzamelalbum Venom P. Stinger 1986-1991. Alan Secher-Jensen overleed in mei 2019.

## Discografie

### Studioalbums
- 1987: Meet My Friend Venom (No Masters Voice)
- 1990: What's Yours Is Mine (Aberrant Records)
- 1996: Tear Bucket (Siltbreeze)

### Livealbums
- 1992: Live (in Davis) (Anopheles)